# Brasnorte
Brasnorte är en kommun i Brasilien.   Den ligger i delstaten Mato Grosso, i den centrala delen av landet, 1 200 km väster om huvudstaden Brasília. Antalet invånare är 15 280.
Omgivningarna runt Brasnorte är en mosaik av jordbruksmark och naturlig växtlighet. Trakten runt Brasnorte är nära nog obefolkad, med mindre än två invånare per kvadratkilometer.